# Episodi de Il commissario Rex (seconda stagione)
La seconda stagione della serie televisiva Il commissario Rex consta di quindici episodi andati in onda per la prima volta in Austria tra il 19 ottobre 1995 e il 22 febbraio 1996 e, in Italia, su Raidue tra il 29 settembre e il 23 ottobre 1997.

Rex e Moser

| nº | Titolo originale          | Titolo italiano             | Prima TV Austria | Prima TV Italia   |
| -- | ------------------------- | --------------------------- | ---------------- | ----------------- |
| 1  | Stumme Schreie            | Il labirinto dei mostri     | 19 ottobre 1995  | 29 settembre 1997 |
| 2  | Blutspuren                | L'incidente                 | 27 ottobre 1995  | 1º ottobre 1997   |
| 3  | Ein mörderischer Sommer   | Un'estate maledetta         | 2 novembre 1995  | 2 ottobre 1997    |
| 4  | Tödliche Verführung       | Foto pericolose             | 9 novembre 1995  | 3 ottobre 1997    |
| 5  | Der maskierte Tod         | La morte in maschera        | 16 novembre 1995 | 7 ottobre 1997    |
| 6  | Die blinde Zeugin         | Una insolita testimone      | 23 novembre 1995 | 8 ottobre 1997    |
| 7  | Gefährliche Jagd          | Scontro finale              | 30 novembre 1995 | 9 ottobre 1997    |
| 8  | Tod eines Kindes          | Una brutta storia           | 7 dicembre 1995  | 10 ottobre 1997   |
| 9  | Im Zeichen des Satans     | Nel regno del mistero       | 14 dicembre 1995 | 13 ottobre 1997   |
| 10 | Duft des Todes            | Un profumo pericoloso       | 21 dicembre 1995 | 14 ottobre 1997   |
| 11 | Entführt                  | La prigione                 | 28 dicembre 1995 | 15 ottobre 1997   |
| 12 | Tödliche Dosis            | Dose mortale                | 11 gennaio 1996  | 17 ottobre 1997   |
| 13 | Drei Sekunden bis zum Tod | La tangente                 | 25 gennaio 1996  | 20 ottobre 1997   |
| 14 | Über den Dächern von Wien | Sui tetti di Vienna         | 15 febbraio 1996 | 22 ottobre 1997   |
| 15 | Stockis letzter Fall      | L'ultimo caso di Stockinger | 22 febbraio 1996 | 23 ottobre 1997   |

## Il labirinto dei mostri
- Titolo originaleː

- Diretto da:
- Scritto da:

### Trama
Durante una gita al luna park, una bambina viene rapita mentre gioca dentro la casa degli specchi. È la terza bambina che sparisce nel giro di poche settimane. Il giorno dopo, la polizia ritrova il corpo senza vita della ragazzina sulle rive del Danubio. Moser non ha nessun indizio, ma viene a sapere che una delle fanciulle scomparse è stata ritrovata e che ora è in ospedale. Giunto lì, scopre che la piccola paziente è in stato di shock e non dice una parola dal momento in cui è stata ritrovata. Moser, però, non si perde d'animo. Venuto a sapere che forse le bambine venivano rapite per girare film pornografici, decide di provare in tutti modi a far parlare l'unica testimone. Dopo essergli stato negato dal padre il permesso di interrogare la figlia e dopo essere stato consigliato da una giovane volontaria, decide di usare Rex come “medicina”: convince, infatti, il padre a far seguire alla bambina una terapia americana che ha dimostrato l'efficacia, per superare un forte shock, della vicinanza e dell'amore di un animale; quindi lascia Rex in ospedale per qualche giorno. I miglioramenti sono incredibili, ma la bimba ancora non parla. Intanto, sparisce un'altra bambina e Moser deve correre ai ripari. Arrivato in ospedale per riprendere Rex, vede un disegno con delle case fatto dalla bambina e, presumendo che possa fargli trovare il nascondiglio dei rapitori, decide di girare la città in cerca di quel luogo. Arrivato in un quartiere simile a quello raffigurato nel disegno, vede un camioncino rosso entrare in un garage di una casa privata. Moser decide di entrare in quell'appartamento e finalmente scopre e arresta tutti i componenti dell'organizzazione ritrovando anche l'ultima bambina scomparsa mentre, grazie all'aiuto di Rex, l'altra piccola vittima ricomincia a parlare.

## L'incidente
- Titolo originaleː

- Diretto da:
- Scritto da:

### Trama
Un uomo viene travolto da un treno in corsa. Il guidatore, sconvolto dell'accaduto, chiama subito la polizia. Sul luogo arriva anche il dottor Leo Graf che, parlando con Moser, esprime i suoi dubbi sul fatto che sia stato un incidente o un suicidio. I risultati dell'autopsia, infatti, confermano che l'uomo è stato ucciso prima di essere spinto sotto il treno. Dopo alcune indagini, si scopre l'identità della vittima: è il proprietario di un pub della periferia di Vienna. Moser decide di andare a visitare quel locale sperando di scoprire qualche indizio. Al suo arrivo al pub, dopo aver dato la tragica notizia alla moglie della vittima, Moser interroga una cameriera e scopre che quest'ultima aveva avuto una relazione con il proprietario; dopo che il marito di lei aveva scoperto l'adulterio, i due si erano separati e lui aveva aperto un'officina da meccanico. Nel frattempo, un giovane porta a riparare la sua macchina proprio in quell'officina. Mettendola a posto, uno dei lavoratori scopre che era stata quella macchina a investire il proprietario del pub e che poi il guidatore, preso dal panico, aveva spinto l'uomo sotto le rotaie del treno, simulando il suicidio. Insieme al suo datore di lavoro, quindi, decide di ricattare il giovane chiedendogli una forte somma di denaro. Durante l'incontro per riscuotere i soldi, il proprietario dell'officina viene ucciso dal giovane, ma quest'ultimo non è ancora libero dal ricatto. L'altro meccanico è infatti deciso a prendersi i soldi. Nel frattempo Moser, grazie al fiuto di Rex, si mette sulle tracce dell'assassino. Il cane, infatti, aveva trovato una macchia di sangue nella macchina del giovane, quando la polizia era andata a interrogare il marito della cameriera. Scoperto il luogo dove il meccanico ha dato appuntamento al giovane per lo scambio, Moser, con il valido aiuto del suo collega a quattro zampe, riesce ad arrestare entrambi.
Nota: in questo episodio appare Alexander Pschill , il futuro interprete del commissario Marc Hoffmann, successore di Brandtner, nei panni del giovane meccanico.

## Un'estate maledetta
- Titolo originaleː

- Diretto da:
- Scritto da:

### Trama
Durante una gita a Lobau, una spiaggia per nudisti sulle rive del Danubio, una giovane coppia viene brutalmente uccisa. Il famoso “killer delle coppiette”, che aveva già ucciso qualche mese prima, sembra aver colpito ancora. Moser, dopo essere stato avvertito da Stockinger mentre sta traslocando in una nuova casa, decide di porre fine a tutto questo terrore una volta per tutte. Infatti, propone a una giovane poliziotta, esperta in arti marziali, di aiutarlo a catturare il killer, fingendo di essere una coppia in vacanza per il fine settimana. Rex, nel frattempo, ha il compito di vegliare su di loro, non perdendoli mai di vista. Dopo essere arrivato a Lobau insieme alla sua “fidanzata”, Moser, senza dare troppo nell'occhio, inizia a fare qualche piccola indagine sugli altri campeggiatori e sul proprietario di un piccolo emporio, che sembra molto interessato alla giovane poliziotta. Moser decide di accamparsi in un posto isolato, sperando che l'assassino abbocchi alla sua trappola, ma la notte passa tranquilla. Intanto, tra i due, che continuano a fingere di essere una coppia, nasce veramente qualcosa, anche se Rex - geloso del suo collega - cerca in tutti i modi di mettere i bastoni tra le ruote. Trascorsa un'altra giornata senza tracce del killer, Moser inizia a perdere le speranze, ma proprio quando sta per rinunciare, si sente gridare una ragazza. I due poliziotti accorrono. Il killer ha puntato un'altra coppia, ma, grazie alle urla della donna, l'assassino non riesce a portare a termine il suo piano omicida e mentre tenta di allontanarsi viene visto da Moser e Rex che, dopo un lungo e sfiancante inseguimento tra le paludi di Lobau, riescono a catturarlo.

## Foto pericolose
- Titolo originaleː

- Diretto da:
- Scritto da:

### Trama
Durante una vacanza a Vienna, un turista tedesco, trovandosi in uno dei parchi più belli della città, chiede ad alcuni giovani passanti di poterli fotografare per il suo album di ricordi delle vacanze. Uno di questi, commesso in un negozio, lusingato della proposta, gli offre anche di fargli da guida per la città. Il turista alla fine della giornata gli propone di passare il giorno seguente nell'albergo dove era alloggiato per guardare insieme le foto. Il giovane accetta, ma quando, il giorno dopo, entra nella camera dell'albergo, trova l'uomo morto. Sconvolto, decide di scappare, ma prima prende il cedolino che serve a ritirare le fotografie sviluppate, pensando che quelle stesse foto possano far risalire a lui. Intanto, un cameriere scopre il cadavere e chiama subito la polizia. Moser, dopo aver interrogato tutti gli impiegati dell'albergo, viene a sapere che il turista aveva lasciato alcuni rullini in un negozio di stampe fotografiche. Intuendo che forse proprio quelle foto lo potrebbero aiutare nelle indagini, Moser decide di andare a ritirare. Qualcuno, però, lo ha preceduto, ma grazie ad alcuni negativi il commissario riesce comunque a trovare il giovane commesso. Dopo averlo interrogato per ore, si rende conto che non è lui l'assassino. Allora concentra la sua attenzione su tutte le foto scattate dal turista ucciso. Inoltre Moser chiede al suo caro amico Max Koch di fare sopralluoghi, insieme a Rex, nel parco di Vienna, dove la vittima e il giovane si erano incontrati. Stockinger, nel frattempo, riconosce in una foto una donna implicata in alcuni traffici di droga. Forse è questo il movente del delitto. Infatti, Max si accorge, durante le sue passeggiate, di uno strano movimento. Avvertito Moser, i due scoprono e sventano un traffico di droga all'interno del parco: lo scambio si effettuava tramite dei cani che avevano la droga nascosta nei loro collari. Inoltre gli spacciatori venivano riforniti da un trafficante che usava come copertura un baracchino mobile di gelati.

## La morte in maschera
- Titolo originaleː

- Diretto da:
- Scritto da:

### Trama
Una donna viene trovata morta dentro un camerino di un salone di bellezza. Dopo che l'autopsia ha accertato che la causa della morte è stata il soffocamento, Moser inizia le sue indagini. I primi sospetti cadono sulla migliore amica della vittima, una ricca produttrice di champagne, che al momento dell'omicidio si trovava nel camerino vicino a quello dove è stato ritrovato il corpo. Inoltre le due donne avevano una relazione con lo stesso uomo, un giovane avvocato che si era occupato del divorzio di entrambe. Ma, anche se questi potevano essere dei validi presupposti per un omicidio, Moser non sembra convinto della colpevolezza della donna. Nel frattempo, il commissario decide di invitare a cena la giovane poliziotta che aveva conosciuto durante la indagine svolta su un altro caso. Appena arrivata, Moser si accorge che la ragazza porta una borsa simile a quella che aveva visto vicino al cadavere della donna uccisa e che possedeva anche l'amica della vittima. Dopo aver fatto qualche domanda alla sua invitata, Moser si rende conto che l'assassino ha commesso un errore: la vittima doveva essere la produttrice di champagne e non l'amica, ma grazie alle maschere di bellezza usate nel centro estetico e alla borsa uguale a quella della vittima, la donna si era salvata. Ora, quindi, la principale sospettata diventa la possibile nuova vittima. Ma chi è allora l'assassino? Moser decide di interrogare l'avvocato delle due donne, che però ha un alibi di ferro: nel momento dell'omicidio si trovava a giocare a tennis insieme a un suo collega di lavoro. Durante una visita alla villa della produttrice di champagne, Rex si accorge che il figlio di quest'ultima si comporta in modo strano e tenta anche di investirlo con la sua moto. Moser vuole interrogare anche lui, ma il ragazzo parte immediatamente per una vacanza. Al suo ritorno, mentre Moser e Rex si trovano nella villa per un'ulteriore indagine, il cane vede il giovane dirigersi nelle stalle, dove si trova la madre, con aria sospetta. Moser arriva giusto in tempo per disarmarlo. Era stato lui ad architettare il piano per uccidere la madre e impossessarsi così della cospicua eredità di famiglia.

## Un'insolita testimone
- Titolo originaleː

- Diretto da:
- Scritto da:

### Trama
Un turista in vacanza a Vienna viene ucciso nella sua camera d'albergo. Prima di morire, l'uomo aveva telefonato alla centralinista dell'hotel per avere l'indirizzo di un negozio di armi. La conversazione telefonica, però, era stata interrotta dall'ingresso in camera dell'assassino, che dopo un'animata discussione aveva sparato. La ragazza, spaventata, aveva chiamato la polizia. Appena arrivato Moser decide di interrogare l'unica testimone dell'accaduto. La ragazza è non vedente, ma, proprio grazie al suo handicap, ha sviluppato molto gli altri sensi e riesce a dare a Moser alcuni dettagli utili sull'assassino. Infatti, durante la discussione tra i due uomini, la donna era riuscita a sentire la vittima affermare di aver scoperto dei traffici illeciti che, a sua insaputa, si erano svolti nella sua azienda ed era deciso a denunciare l'accaduto alla polizia. Moser inizia così a investigare, ma per farlo deve andare a Bratislava, dove si trova l'azienda della vittima. Decide di lasciare Rex alla ragazza per proteggerla, e di partire insieme a Stockinger. Arrivato a Bratislava, scopre che la compagnia di trasporti per scorie batteriche, alla quale si era affidata l'azienda della vittima, aveva illegalmente buttato alcuni bidoni in un fiume, inquinandolo gravemente. Venuti a sapere che un ultimo camion deve arrivare al fiume per scaricare altre scorie, Stockinger e Moser si appostano per sorprendere i delinquenti con le mani nel sacco. Infatti, poco dopo, arriva il nuovo carico. Non solo la polizia riesce a fermare la scarica delle scorie, ma anche a catturare l'assassino, ovvero il proprietario della compagnia di trasporti. Tornato a Vienna, Moser riprende Rex, ma lascia alla ragazza un bellissimo cucciolo di pastore tedesco, per tenerle compagnia, assicurandole che quando crescerà verrà addestrato per la guida dei ciechi.

## Scontro finale
- Titolo originaleː

- Diretto da:
- Scritto da:

### Trama
Due ragazzi disoccupati e alla ricerca di forti emozioni decidono di fare una rapina. Si dirigono verso il retro di una banca e, appena scendono i due poliziotti del furgone valori, escono allo scoperto iniziando a sparare. I poliziotti vengono entrambi colpiti e uno dei due malviventi muore, ma l'altro ha il tempo di prendere i soldi e scappare. Avvertito dell'accaduto, il commissario Moser si mette subito sulle tracce del fuggiasco e, grazie all'identificazione del complice ucciso, scopre l'indirizzo del ragazzo e decide, insieme a una squadra di poliziotti, di andare a perlustrare il condominio. Infatti, proprio lì si è rifugiato il rapinatore, che conosce perfettamente quel luogo e sa di poter usufruire di una serie di nascondigli e uscite secondarie. Il quartiere brulica di agenti e il ragazzo non si sente al sicuro. Decide di allontanarsi, ma la polizia è in agguato. Dopo un lungo inseguimento e una sparatoria nella quale Rex prontamente salva la vita a Moser, il giovane riesce di nuovo a fuggire. Durante la sparatoria, però, Moser riconosce il malvivente, con il quale aveva avuto dei problemi in passato. Intanto il giovane non arriva lontano. Infatti, avvistato da una macchina della polizia, si vede costretto a nascondersi in un museo. Davanti a quest'ultimo arrivano, oltre alla polizia, anche le squadre speciali. Moser decide di andare a prenderlo, ma il ragazzo lo avverte che sparerà se lui non entrerà disarmato. Il commissario accetta la richiesta, anche contro il volere di Stockinger, che tenta di dissuaderlo dall'entrare. Dopo un'aspra discussione, nella quale il ladro lo accusa di avergli rovinato la vita, Moser viene colpito a una gamba. Rex, preoccupato per il suo padrone, arriva vicino al commissario, senza farsi vedere dal ragazzo, e lo aiuta a recuperare la pistola che, nel frattempo, è infatti stata fissata da alcuni poliziotti fuori dal museo, all'altezza della finestra in cui si trova Moser. Presa l'arma, Moser si alza a fatica e, fatto cenno di irrompere ai suoi colleghi, spara al malvivente, colpendolo a una gamba. Consegnato il giovane alla giustizia, Moser viene portato in ospedale, accompagnato dalla sua giovane e premurosa fidanzata Sonia.

## Una brutta storia
- Titolo originaleː

- Diretto da:
- Scritto da:

### Trama
Il cadavere di una bambina viene trovato in una piscina all'aperto. Stockinger avverte subito Moser dell'accaduto e lo prega di raggiungerlo sul luogo del ritrovamento. Arrivato, Moser si stupisce del fatto che Rex non riesca a trovare alcun indizio intorno alla piscina. Ma il responso dell'autopsia fatta sulla vittima gli dà una spiegazione: la ragazzina, infatti, non è stata uccisa lì. Anche se la causa della morte è stata l'annegamento, nei suoi polmoni non è stata trovata traccia di cloro, quindi la bambina deve essere annegata in un posto dove l'acqua ne è priva. Moser, studiando una cartina di Vienna, vede che sulla strada per andare alla piscina c'è uno stabilimento termale con una fonte di acqua purissima e decide insieme a Stockinger di andare a controllare la zona. Lo stabilimento, però, è chiuso per la stagione invernale. Ma Rex, all'interno di una cabina, trova il borsellino della bambina uccisa. Moser, allora, inizia a sospettare del guardiano delle terme, che però ha un alibi di ferro. Nel frattempo, Höllerer scopre che la vittima andava spesso a comprare i dolci in un negozio che si trova a poca distanza dal luogo dove era stato ritrovato il cadavere. Moser, non avendo più una pista, fa visita al proprietario del negozio. Arrivato, si rende subito conto che l'uomo ha qualche cosa da nascondere. Allora lo richiama per un secondo interrogatorio, durante il quale egli confessa l'omicidio. Ma quando Moser gli chiede alcuni dettagli sull'accaduto, l'uomo è assolutamente impreciso. Moser capisce che la sola ragione della sua confessione è quella di coprire qualcuno: ma chi? Grazie all'aiuto di Rex, Moser scopre che la bambina era stata uccisa involontariamente dal figlio del proprietario del negozio e da un amichetto. Dopo la prima trasmissione, l'episodio è stato temporaneamente censurato dalla Rai.

## Nel regno del mistero
- Titolo originaleː

- Diretto da:
- Scritto da:

### Trama
La polizia trova i corpi di quattro ragazze seppelliti in un prato alla periferia di Vienna. I cadaveri sembrano essere stati disposti a distanze precise l'uno dall'altro per formare un pentagono. Ma, se così fosse, un posto è ancora libero. Moser non ha indizi; è convinto, però, che si tratti di un macabro rituale di qualche setta satanica. Grazie alla testimonianza dell'amica di una delle ragazze uccise, Moser scopre che la vittima faceva parte, da qualche mese, di un'associazione che studiava i misteri dell'occulto e che adorava il malvagio. Così decide di seguire questa pista e di andare al palazzo dove si trova la sede dell'associazione. Arrivato, Moser intuisce subito di non essere il benvenuto: dopo essergli stato rifiutato il permesso di controllare la lista dei soci, viene pregato di andarsene. Ma, prima di riprendere la macchina, decide, senza permesso, di farsi un giro per le stanze del palazzo e vede una ragazza, con una tunica nera, distesa per terra e circondata da alcune candele. Prima che possa rivolgere qualche domanda, viene trovato e scortato fino all'uscita. Intanto Stockinger riesce a ottenere un'ingiunzione dal tribunale per poter visionare la lista dei soci. Quindi i due poliziotti tornano all'associazione, ma viene detto loro che il presidente è partito per l'estero con la lista. Sconsolati, i due vanno via. Durante la loro permanenza nel palazzo, la stessa ragazza che Moser aveva visto nella stanza riesce a nascondersi nel bagagliaio della loro macchina. Dopo averla scoperta e interrogata su quello che stava accadendo all'interno dell'associazione, Moser capisce che forse è lei la prossima vittima. Propone quindi di portarla a casa sua, per proteggerla. Intanto, però, gli spietati seguaci della setta satanica, intenzionati a riprendersi la ragazza e scoperto il suo nascondiglio, si dirigono a casa di Moser. Dopo aver preso in ostaggio la fidanzata di Moser, che stava tornando a casa, i seguaci lo minacciano di ucciderla se lui non consegna subito la ragazza. Moser sembra in trappola, ma grazie a Rex riesce a salvare Sonia, e l'arrivo di Stockinger volge la situazione a favore della polizia. I criminali vengono arrestati.

## Un profumo pericoloso
- Titolo originaleː

- Diretto da:
- Scritto da:

### Trama
Una donna viene trovata strangolata nel bagno del suo appartamento. Appena arrivato sul luogo del delitto, Moser vede Rex strofinarsi insistentemente il muso con le zampe. Intuisce così che il cane ha fiutato uno strano odore sulla cintura con cui è stata uccisa la donna. Infatti, con i risultati dell'autopsia si scopre che l'assassino usa un profumo particolare a base di musk, una sostanza afrodisiaca. Grazie ad alcune foto trovate nell'appartamento della vittima, Moser nota che la donna portava un anello che però, durante la perquisizione, non è stato ritrovato. Il giorno seguente, Stockinger, leggendo il giornale, vede - sulla foto di una donna che ha tentato il suicidio - lo stesso anello che la polizia sta cercando. Scoperto in quale ospedale è stata ricoverata la donna, Moser decide di andare a interrogarla. Arrivato, però, capisce che lei non ha alcuna intenzione di dirgli nulla. Così, propone a Elisabeth, una sua collega, di entrare in ospedale fingendosi malata, sperando che forse con lei possa confidarsi. Infatti la poliziotta scopre che la donna ha tentato il suicidio perché l'uomo che ama voleva lasciarla. Intanto, un'altra donna fa visita alla ragazza in ospedale, e mostrandole una foto, spaventata, non le dice nulla. Lisa, però, ferma la visitatrice e chiama subito Moser, che viene a sapere così l'identità dell'assassino e che questi ha il vizio di far innamorare le donne per poi rubare il loro denaro. Scopre anche che l'uomo sta per sposarsi con un'altra vittima, ma grazie all'infallibile fiuto di Rex, riesce a trovarlo e a consegnarlo alla giustizia.

## La prigione
- Titolo originaleː

- Diretto da:
- Scritto da:

### Trama
Un ricco industriale è vittima di un rapimento mentre si sta recando in ufficio. L'uomo viene portato nella sua casa di campagna, di cui i rapitori hanno le chiavi. Ma, mentre lo stanno portando dentro, un vicino si insospettisce e minaccia i rapinatori di chiamare la polizia. Uno di questi decide così di ucciderlo e di portare il cadavere in un altro luogo per deviare le indagini. La polizia, infatti, scopre il cadavere del vicino dentro il vagone di un treno merci in una stazione della periferia di Vienna. Il dottor Graf, però, dopo l'autopsia avverte Moser del sospetto che l'uomo sia stato ucciso con un colpo alla testa inferto da un vaso di fiori, in un altro luogo. Moser, infatti, andando a casa della vittima, scopre che nella villetta vicina manca un vaso. Entrando, poi, si rende conto che la casa era stata preparata per nascondere una persona. Così decide di fare visita alla moglie dell'industriale, proprietaria di quella villetta. Arrivato, Moser capisce subito che la donna è molto spaventata e ha qualcosa da nascondere. Dopo alcune domande, intuisce che il marito della donna è stato sequestrato e che i rapinatori hanno minacciato di ucciderlo se lei si fosse rivolta alla polizia. Intanto l'industriale viene portato in un nascondiglio più sicuro. Nel frattempo, saputo il luogo in cui la donna dovrà lasciare il riscatto, Moser ordina a Rex di non perdere mai di vista la borsa con i soldi. Scopre inoltre che la moglie dell'industriale aveva una storia extraconiugale con la guardia del corpo del marito che era sparita nello stesso momento del rapimento. Coincidenza, o forse la guardia del corpo era uno dei rapinatori? Intanto Rex, che è riuscito a seguire l'uomo che aveva preso il riscatto, porta la polizia dritta al nascondiglio dei sequestratori. Dopo una breve sparatoria, Moser irrompe nel capanno e arresta i malviventi, poi si dirige a casa dell'industriale per smascherare anche la moglie, d'accordo con la guardia del corpo per fuggire con il riscatto.

## Dose mortale
- Titolo originaleː

- Diretto da:
- Scritto da:

### Trama
Un professore veterinario ha un attacco di cuore per strada e muore tra le braccia della moglie. Apparentemente sembra una morte naturale, ma il giorno seguente una studentessa arriva al commissariato di polizia per parlare con Moser. La ragazza afferma di essere convinta che l'uomo sia stato ucciso dalla moglie per gelosia. Infatti, tra la giovane e il professore c'era stata una relazione, che lui, però, aveva deciso di interrompere. Ma la sera prima erano stati visti insieme proprio dalla moglie di lui. Moser, allora, decide di fare l'autopsia sul cadavere. Scopre così che alla vittima era stata iniettata una dose mortale di anfetamina. Alla luce dei fatti, le cose per Moser si complicano: entrambe le donne potevano averlo ucciso; una per gelosia e l'altra perché era stata lasciata. Nel frattempo, Rex trova nella vicinanze della facoltà di veterinaria un cucciolo di beagle che, terrorizzato, era scappato dal laboratorio. Moser decide di farlo visitare da Sonja, la sua fidanzata. Dopo alcune analisi, si scopre che il cane era servito come cavia per provare una nuova droga sintetica. Ma, prima che si possano fare altre analisi, il Beagle viene rapito. I sospetti ricadono su un collega del professore che lavora per un laboratorio privato. Grazie a un collare, trovato da Rex, Moser riesce a risalire a quel laboratorio. Insieme a Stockinger, arriva a quel laboratorio per interrogare il sospettato. Riesce, però, a smascherarlo solo grazie all'aiuto dell'infermiere che lavora lì. Quest'ultimo gli confessa i terribili esperimenti del veterinario sui cani. Ormai scoperto, il colpevole tenta di eliminare tutte le cavie, ma Rex, con grande determinazione, lo immobilizza. Non ci sono più dubbi: il professore era stato ucciso perché aveva scoperto che il suo collega stava lavorando su una nuova droga da vendere al miglior offerente.

## La tangente
- Titolo originaleː

- Diretto da:
- Scritto da:

### Trama
La polizia trova il cadavere di un uomo nelle vicinanze di uno dei mercati più grandi di Vienna. Si scopre che la vittima possedeva una bancarella di frutta e verdura e che spesso andava in un bar frequentato da tutti coloro che lavorano al mercato. Nel frattempo, viene ucciso anche il marito della proprietaria del bar. Moser, convinto di riuscire ad avere più informazioni, decide di investigare in incognito: finge, infatti, di avere bisogno di lavorare e viene assunto proprio alla bancarella della prima vittima. Essendo in incognito, riesce a sapere che Irina, la proprietaria del bar, viene ricattata da una banda di criminali. Lei, infatti, grazie a uno di questi, è riuscita, qualche anno prima, ad avere dei documenti falsi per uscire dalla Russia, sua patria d'origine. Ma, in cambio, il marito doveva trasportare sul suo camion armi ed esplosivi di contrabbando. All'inizio i carichi capitavano di rado, ma, da quando la banda si era trasferita a Vienna, la frequenza è costantemente aumentata. I due, stanchi dei continui ricatti, volevano fuggire all'estero, ma i soldi non bastavano; perciò il marito aveva deciso di vendere, per conto suo, uno dei carichi di armi per poi scappare in Australia. Ma la banda, scoperto il suo gioco, lo ha eliminato. Prima di morire, però, l'uomo era riuscito a nascondere la merce. Per scoprire dove fosse il prezioso carico, i criminali stavano ricattando Irina. La donna, all'oscuro del piano del marito, non aveva idea di dove fosse nascosta la merce. Moser decide di aiutarla e, insieme a lei, si mette alla ricerca del bottino. Dopo vari tentativi, i due riescono a trovare il carico in un capannone. Ma, proprio quando Moser sta per avvertire la polizia, vengono presi da Palo, il capo della banda, che dopo averli ammanettati dentro al capannone, decide di farlo saltare in aria. Nel frattempo, Stockinger, Höllerer e Rex, non riuscendo a mettersi in contatto con Moser, iniziano le ricerche del loro collega. Trovato il luogo e chiamati i rinforzi, acciuffano tutta la banda. Inoltre, grazie al fiuto di Rex, Höllerer riesce a disinnescare l'ordigno e i due si salvano proprio all'ultimo secondo. Consegnati i criminali alla giustizia, Moser riesce a far ottenere a Irina una nuova identità per poter ricominciare, con serenità, all'estero.

## Sui tetti di Vienna
- Titolo originaleː

- Diretto da:
- Scritto da:

### Trama
La polizia trova una macchina incendiata con dentro il cadavere di una donna, irriconoscibile a causa delle ustioni riportate. Grazie alla targa dell'autovettura e ad alcuni effetti personali, Moser risale all'identità della vittima. Si tratta della moglie di un agente di borsa. Moser decide di andare a trovarlo per dargli la tragica notizia. Ma, anche se ha un alibi di ferro, la reazione del marito non convince del tutto la polizia. Nonostante l'uomo abiti in uno stabile in cui il portiere registra gli orari di entrata e di uscita di tutti gli inquilini, e quest'ultimo testimoni che l'uomo non si era mosso da casa quel giorno, Moser ordina comunque di fare l'autopsia sulla donna. Dai risultati si scopre che la vittima, anche se malata di diabete, aveva bevuto superalcolici. Cosa del tutto proibita a chi soffre di questa malattia. Nel frattempo viene uccisa un'altra donna, e anche questo cadavere è irriconoscibile. Moser sospetta che ci sia una relazione tra i due omicidi. Dopo aver scoperto che la seconda vittima era una prostituta, e che un'amica di quest'ultima era scomparsa qualche giorno prima, Moser inizia a pensare che il primo cadavere non sia quello della moglie dell'agente di borsa. Grazie al dottor Graf, si riesce a ricostruire, al computer, la fisionomia del primo cadavere. È quello della ragazza scomparsa. Ma allora dove era finita la moglie dell'agente di borsa? Stockinger scopre che l'uomo, qualche mese prima, aveva stipulato a nome della moglie alcune polizze assicurative. Il mistero è svelato: il marito aveva simulato la morte della moglie, che nel frattempo si era nascosta nel sottotetto del loro appartamento, per riscuotere i premi assicurativi. Alla luce delle nuove prove, l'uomo tenta di fuggire per i tetti della sua casa ma, grazie a Rex, non riesce ad andare lontano.

## L'ultimo caso di Stockinger
- Titolo originaleː

- Diretto da:
- Scritto da:

### Trama
La polizia trova il cadavere di una donna, un giudice del tribunale di Vienna, sgozzata nel suo ufficio. Non ci sono testimoni né indizi e la squadra di Moser brancola nel buio. Poco dopo viene rinvenuto il corpo di un'altra donna, un medico, uccisa nello stesso modo. Stockinger, deciso a risolvere questo caso prima di essere trasferito, inizia a cercare un legame tra i due omicidi. Scopre infatti, che spesso la dottoressa faceva alcune perizie per il giudice. L'assassino doveva quindi essere un uomo che si voleva vendicare per una condanna emessa dalle due vittime. Intanto dai risultati dell'autopsia, che evidenziano come le ferite siano state inferte da destra verso sinistra, si arriva alla conclusione che l'omicida è mancino e che l'arma del delitto è un rasoio. Così, controllando tutti i casi di condanna a cui le due donne avevano lavorato insieme, Moser risale a un possibile sospettato. L'uomo era stato condannato per maltrattamenti alla figlia e alla moglie e per questo era stato diffidato dal vederle. Il problema è riuscire a trovarlo dato che, dopo il giudizio, l'uomo aveva perso il lavoro e non aveva più un domicilio stabile. Anche la moglie si era trasferita per paura di qualche vendetta da parte del marito e l'unico indirizzo che la polizia riesce trovare è quello della madre di lei. Moser e Stockinger decidono quindi di andare a casa dell'anziana signora per farle qualche domanda ma al loro arrivo trovano la donna rinchiusa dentro al ripostiglio con una ferita alla testa. Dopo aver detto alla polizia che era stato il genero a ridurla così, la donna prega Moser di andare subito all'asilo dove si trova la sua nipotina. L'uomo infatti, è andato lì con l'intenzione di uccidere sia la figlia che la moglie che nel frattempo era stata indotta da una telefonata dell' ex marito a recarsi a scuola per prendere la piccola. Appena giunti all'asilo Moser e Stockinger scoprono che l'assassino ha preso in ostaggio l'intera classe della figlia, inclusa la moglie, e la minaccia con un'ascia. Stockinger riesce a entrare nell'aula senza essere visto ma, quando sta per afferrare l'assassino questo si gira e lo colpisce, riuscendo a disarmarlo. Rex, intuendo il pericolo, irrompe dalla finestra e aggredisce il killer mettendo in salvo sia la classe che Stockinger. La squadra, tornata in centrale, festeggia con dispiacere la partenza del collega da Vienna.